# Юнит (футбольный клуб)
«Юнит» — российский футбольный клуб из Самары. В 2006—2008 годах выступал во втором дивизионе (зона «Урал-Поволжье»).

## История
Основан в январе 2005 года по инициативе председателя правления банка «Волга-Кредит» Абдрашитова Рафаиля и руководителя группы компаний RBE Андрея Шокина из игроков самарского «Локомотива».
В 2005 году клуб выступал в Любительской футбольной лиге (МФС «Приволжье»), где занял 1-е место, получив право играть во втором дивизионе.
В 2008 году клуб оказался в тяжёлой финансовой ситуации вследствие проблем у спонсора «Юнитбанка» и группы компаний RBE и занял предпоследнее место в зоне «Урал-Поволжье», проиграв 30 матчей из 34-х. В 2009 году он прекратил своё существование.
Президентом клуба являлся Сергей Шмонин. Главный тренер в 2006—2008 годах — Рашид Конеев.

## Результаты выступлений
| Сезон | Лига                           | Место    | И  | В  | Н | П  | Мячи   | О  | Кубок                          | Кубок                          |
| ----- | ------------------------------ | -------- | -- | -- | - | -- | ------ | -- | ------------------------------ | ------------------------------ |
| 2005  | ЛФЛ, Приволжье                 | 1 из 14  | 26 | 19 | 1 | 6  | 46-23  | 58 | 1/4 финала кубка МФС Приволжье | 1/4 финала кубка МФС Приволжье |
| 2006  | Второй дивизион, Урал-Поволжье | 9 из 13  | 24 | 9  | 4 | 11 | 35-38  | 31 | 1/128 финала                   | Кубок России                   |
| 2007  | Второй дивизион, Урал-Поволжье | 11 из 14 | 26 | 9  | 4 | 13 | 31-42  | 31 | 1/128 финала                   | Кубок России                   |
| 2008  | Второй дивизион, Урал-Поволжье | 17 из 18 | 34 | 2  | 2 | 30 | 21-140 | 8  | 1/256 финала                   | Кубок России                   |